# Puri-Coroado
Puri-Coroado je porodica indijanskih jezika i plemena iz južnog Brazila koju Mason (1950) klasificira uz još 7 porodica u Veliku porodicu Macro-Ge. Jezici i plemena što pripadaju u Puri-Coroado su: 
- Puri (ili Telikong, Paqui) koji su podijeljeni na tri manja plemena Sabonan, Uambori i Xamixuma, s Itabapoana i srednji tok Paraíba do Sul;
- Coropó, na obalama rijeka Pomba i Alto Paraíba;
- i Coroados na Serra do Mar i rijekama Paraíba, Pomba. Uključuju: Caraia,  Guarulhos, Guarus, Maritong, Ocauan, Ouanem, Papana, Sacarus, Sasaricon, Tamprum.

Čestmír Loukotka uz Puri, Coropó i Coroado Indijance, pretpostavlja da porodica obuhvaća i plemena Goitacá (Guaitacá, Waitaka, Aitacaz), što se dijele na Goitacá-Mopi, Goitacá-Jacoritó, Goitacá-Guassu i Goitacá-Mirim; Guaru ili Guarulho, na rijekama Piabanha, Paraíba i pritoci Muriaé; Xumeto, na Serra da Mantiqueira; Bacunin, na rio Preto; Pitá, na rio Bonito; Bocayú, na rijekama Preto i Pomba; Caxiné, rijeke Preto i Paraíba; Sacaru, dolina rijeke Paraíba; Paraíba, rijeka Paraíba.

## Vanjske poveznice
- Ethnologue (14th)
- Ethnologue (15th)
- Ethnologue (16th)
- Os aldeamentos indígenas do Rio de Janeiro  Arhivirana inačica izvorne stranice od 7. travnja 2008. (Wayback Machine)